# 안양금융센터
안양금융센터(영어: Anyang Finance Center)은 대한민국 경기도 안양시 동안구 시민대로 26 (관양동 1591-11)에 위치한 마천루이다.

## 내부 시설
지하 6층 ~ 지하 2층은 지하주차장, 지하 1층 ~ 지상 4층은 소매, 라이프스타일이며 임대상품이 있다. 지상 5층부터 20층에는 프리미엄 오피스가 존재한다. 5층부터 14층까지는 분양상품이며 5층부터 11층까지는 분양상품(호실 단위 분양), 13층부터 14층까지는 분양상품(층 단위 분양), 15층부터 20층까지는 임대상품이다.
아래는 MD플랜(MD Plan)이다.
| 층수                | 시설                                         |
| ------------------- | -------------------------------------------- |
| 5층 ~ 20층          | 영업소, 프리미엄 오피스                      |
| 3층 ~ 4층           | 병원, 진료소                                 |
| 2층                 | 투자은행, 비즈니스 라운지                    |
| 1층                 | 접수은행, 1B, 화장품 및 약국                 |
| 지하 1층            | 고급 레스토랑, 비즈니스 바 & 펍, 편리한 상점 |
| 지하 6층 ~ 지하 2층 | 지하주차장                                   |